# Rhamdiopsis
Rhamdiopsis es un género de peces actinopeterigios de agua dulce, distribuidos por ríos y lagos de América del Sur.

## Especies
Existen tres especies reconocidas en este género:
- Rhamdiopsis krugi Bockmann y Castro, 2010
- Rhamdiopsis microcephala (Lütken, 1874)
- Rhamdiopsis moreirai Haseman, 1911